# The Conqueror
The Conqueror (bra: Sangue de Bárbaros; prt: O Conquistador) é um filme épico estadunidense de 1956 dirigido pelo ator e cineasta Dick Powell. Rodado em CinemaScope, foi produzido por Howard Hughes e traz John Wayne no papel do conquistador mongol Gengis Khan. As gravações ocorreram em uma locação próxima a St. George (Utah), Estados Unidos.
Apesar da excelência de seu elenco, o filme foi um fracasso de crítica e público, sendo considerado um dos piores da década de 1950 e um dos piores de todos os tempos. Wayne, no auge de sua carreira, havia insistido em participar após ler uma cópia do roteiro, e mais tarde acabou sendo considerado totalmente inadequado para o papel.
Acredita-se que Howard Hughes tenha se sentido culpado acerca de suas decisões quanto à produção do filme, mantendo-o arquivado até 1974, ano em que foi exibido pela primeira vez na televisão. The Conqueror, juntamente com Ice Station Zebra, seria um dos filmes que o diretor assistia ininterruptamente durante seus últimos anos de vida.

## Sinopse
O líder mongol Temujin (futuramente conhecido como Genghis Khan) apaixona-se pela princesa tártara Bortai, sequestrando-a e provocando uma guerra. Bortai rejeita Temujin, e é resgatada durante um ataque. Temujin é posteriormente capturado e Bortai acaba apaixonando-se por ele, ajudando-o a escapar. Ele suspeita ter sido traído por um companheiro mongol, e parte para tentar identificar o traidor e vencer os tártaros.

## Suposta contaminação radioativa do elenco
As cenas exteriores foram filmadas em 1954 em uma locação próxima a St. George, Utah, a cerca de 220 km a favor do vento da Área de Testes de Nevada. Em 1953, como parte da Operação Upshot-Knothole, extensivos testes nucleares de superfície haviam sido realizados no local. O elenco e equipe enfrentaram dificuldades na locação e, para finalizar as filmagens, Hughes mandou que 60 toneladas de terra fossem retiradas dali e enviadas à Hollywood para manter verossimilhança com as cenas já gravadas. Os realizadores do filme sabiam dos testes nucleares, mas o governo federal havia assegurado aos moradores locais que os testes não representavam riscos à saúde pública.
A incidência de casos de câncer entre a população de St. George, no entanto, alcançou altos índices entre as décadas de 1950 e 1970. O diretor Dick Powell morreu vítima da doença em janeiro de 1963, poucos anos depois da finalização da película. O ator Pedro Armendáriz foi diagnosticado com câncer nos rins em 1960, cometendo suicídio em 1963 ao saber que a doença era terminal. Susan Hayward, John Wayne e Agnes Moorehead haviam morrido de câncer entre meados e final da década de 1970. Outro integrante do elenco, John Hoyt, morreu de câncer de pulmão em 1991. Céticos apontam isso como consequência de outros fatores, como o uso excessivo de tabaco por exemplo, e a noção de que câncer resultante da exposição à radiação não apresenta um período de incubação tão longo. Elenco e equipe totalizavam 220 pessoas. Em 1981, 91 delas haviam desenvolvido alguma forma de câncer, e 46 morrido em decorrência da doença.
O doutor Robert Pendleton, professor de biologia da Universidade de Utah, afirmou que "com esses números, o caso poderia ser qualificado como epidêmico. A conexão entre radiação atmosférica e câncer em casos individuais é praticamente impossível de se provar conclusivamente. Mas em um grupo desta proporção, espera-se que surjam apenas 30 ocorrências... acredito que a ligação à exposição no set de filmagem de The Conqueror seria suficiente para levar o caso aos tribunais".

## Elenco
- John Wayne ...  Temujin (Genghis Khan)
- Susan Hayward ...  Bortai
- Pedro Armendáriz ...  Jamuga
- Agnes Moorehead ...  Hunlun
- Thomas Gomez ...  Wang Khan
- John Hoyt ...  Shaman